# Jacqueline McKenzie

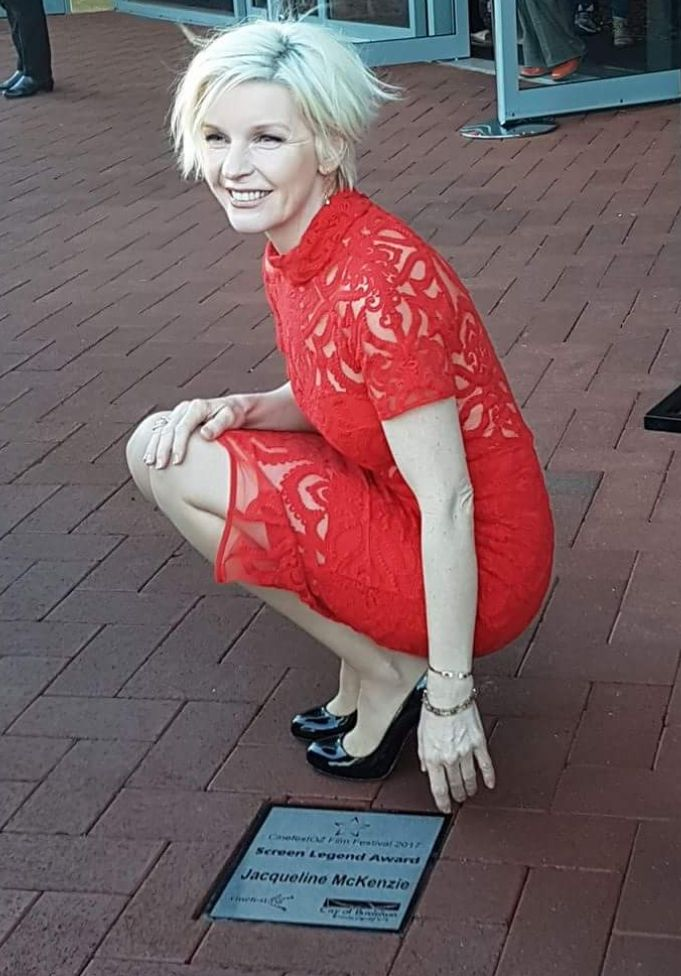
Jacqueline McKenzie (2017)

Jacqueline Susan McKenzie (* 24. Oktober 1967 in Sydney, New South Wales) ist eine australische Schauspielerin. 

## Leben und Karriere
McKenzie machte 1990 ihren Abschluss am National Institute of Dramatic Art in Sydney.
Für ihre Rolle in dem Film Angel Baby erhielt McKenzie 1995 den australischen Best Actress Award. In den Vereinigten Staaten machte sie durch Rollen in den Hollywoodfilmen Deep Blue Sea (1999) und Die göttlichen Geheimnisse der Ya-Ya-Schwestern (2002) auf sich aufmerksam. Von 2004 bis 2007 spielte sie eine Hauptrolle in der US-Fernsehserie 4400 – Die Rückkehrer. 
Neben der Schauspielerei widmet sich McKenzie der Musik und hat bereits Songs für die Serie 4400 – Die Rückkehrer komponiert. 
2001 erhielt McKenzie als Person of Extraordinary Ability (Person mit außergewöhnlichen Fähigkeiten) eine Green Card für die Vereinigten Staaten.

## Filmografie (Auswahl)
- 1987: Wordplay
- 1988: All the Way (Miniserie, 3 Folgen)
- 1992: A Country Practice (Fernsehserie, 2 Folgen)
- 1992: Romper Stomper
- 1993: This Won't Hurt a Bit
- 1993: Stark (Miniserie, 3 Folgen)
- 1994: Dschungel der Gefühle (Traps)
- 1995: Roses Are Red
- 1995: Halifax (Halifax f.p., Fernsehserie, Folge 1x06)
- 1995: Angel Baby
- 1996: Mr. Reliable
- 1997: Kangaroo Palace (Fernsehfilm)
- 1997: Under the Lighthouse Dancing
- 1998: Love from Ground Zero
- 1999: Deep Blue Sea
- 1999: Freak Weather
- 2000: USS Charleston – Die letzte Hoffnung der Menschheit (On the Beach)
- 2000: Eisenstein
- 2001: When Billie Beat Bobby (Fernsehfilm)
- 2001: Kiss Kiss (Bang Bang)
- 2002: Die göttlichen Geheimnisse der Ya-Ya-Schwestern (Divine Secrets of the Ya-Ya Sisterhood)
- 2003: Preservation
- 2004: Peaches
- 2004: Human Touch
- 2004–2007: 4400 – Die Rückkehrer (The 4400, Fernsehserie, 44 Folgen)
- 2006: Opal Dream
- 2006: Stephen King's Alpträume (Nightmares & Dreamscapes: From the Stories of Stephen King, Folge 1x03)
- 2006: Two Twisted (Fernsehserie, Folge 1x12)
- 2007: Without a Trace – Spurlos verschwunden (Without a Trace, Fernsehserie, Folge 5x17)
- 2008: Stupid Stupid Man (Fernsehserie, Folge 2x04)
- 2009: Mental (Fernsehserie, 13 Folgen)
- 2010: Navy CIS: L.A. (NCIS: Los Angeles, Fernsehserie, Folge 1x24)
- 2010: Helden von Hill 60 (Beneath Hill 60)
- 2011: Hawaii Five-0 (Fernsehserie, Folge 1x05)
- 2012: Desperate Housewives (Fernsehserie, Folge 8x11)
- 2012: CSI: Miami (Fernsehserie, Folge 10x13)
- 2014: Fell
- 2014: Das Versprechen eines Lebens (The Water Diviner)
- 2015: Hiding (Fernsehserie, 8 Folgen)
- 2015: Force of Destiny
- 2015: Love Child (Fernsehserie, 2 Folgen)
- 2017: Don't Tell
- 2017: Three Summers
- 2018: The Gateway
- 2018: Harmony
- 2018: Ein sicherer Hafen (Safe Harbour, Fernsehserie, 4 Folgen)
- 2018: Romper Stomper (Miniserie, 6 Folgen)
- 2018: Pine Gap (Miniserie, 6 Folgen)
- 2018: Occupation
- 2019: Palm Beach
- 2020: Miss Fisher und die Gruft der Tränen (Miss Fisher and the Crypt of Tears)
- 2020: Bloom (Fernsehserie, 6 Folgen)
- 2020: Halifax: Retribution (Fernsehserie, Folge 1x02)
- 2021: Malignant
- 2022: Ruby's Choice
- 2022: Poker Face
- 2022: Savage River (Fernsehserie, 6 Folgen)
- 2022: Significant Others (Fernsehserie, 6 Folgen)
- 2023: The Convert
- 2024: Force of Nature – The Dry 2
- 2024: My Life Is Murder (Fernsehserie, 2 Folgen)